# Velké Hostěrádky
Velké Hostěrádky – miejscowość i gmina (obec) w Czechach, w kraju południowomorawskim, w powiecie Brzecław. W 2022 roku liczyła 500 mieszkańców.